# Андо, Альберт
Альберт Андо (яп. アルバート安藤, англ. Albert Ando, родился в Токио,  Япония  15 ноября 1929 – 19 сентября 2002, США) — японский экономист, профессор  Пенсильванского университета.

## Биография
Альберт родился в Токио 15 ноября 1929 года, после Второй мировой войны отправился в США вместо работы в семейным бизнесе (Андо Корпорации).
В 1951 году получил степень бакалавра по экономике в  университете Сиэтла.
В 1953 году получил степень магистра по экономике, а 1956 году получил докторскую степень по математической экономике в  университете Карнеги.
В 1956 — 1963 годах преподавал в  университете Карнеги.
В 1963 — 1967 годах преподавал в качестве доцента кафедры экономики и финансов, а с 1967 года до 2002 года в качестве профессора кафедры экономики и финансов  Пенсильванского университета.
Андо был приглашенным лектором в  Лёвенском католическом университете, Боннском университете, Стокгольмском университете, консультантом Международного валютного фонда, Совета управляющих  Федеральной резервной системы, Банка Италии и агентства экономического планирования Японии.
Андо умер в возрасте 72 лет от лейкемии в 19 сентября 2002 году.

## Основные идеи
Андо сотрудничал с Гербертом Саймоном  по вопросам агрегации и причинно-следственной связи в экономических системах.
Вместе с  Франко Модильяни предложил гипотезу жизненного цикла, которая гласит, что уровень дохода колеблется на протяжении жизни человека, и сбережения позволяют потребителям перераспределять доход с периодов, когда его уровень высок, на периоды, когда он низок.
Андо сделал важный вклад в эконометрике, стохастическом оптимальном управлении, теории агрегирования и распределении в динамических системах, монетарной экономической теории, макроэкономическом моделировании и разработки мер экономического роста с учетом циклических колебаний и инвестиционного поведения.
Определил причину десятилетней рецессии в Японии в 1990-х годах — значительные потери  капитала домохозяйств, держащих корпоративные акции.
Обнаружил потери сбережений в возрастных домохозяйствах, при чем в Италии и в США этот процесс происходит быстрей, чем в Японии.
Обнаружил, что стоимость капитала в Японии выше, чем в США, если сравнивать данные по компаниям, и равны, если принимать в расчет данные национальных счетов.
Обнаружил, что уровень сбережений не будет увеличиваться, когда число детей в семье  снижается, так как доля пожилых людей в общей численности будет расти, общая тенденция снижения количества детей в семьях также отмечает.

## Награды
За выдающиеся за слуги в области экономики был награждён:
- член  Эконометрического общества.
- 1955 — премия Александра Хендерсона
- 1966—1967 — член исследовательского  Фонда Форда
- 1970 —  Стипендиат Гуггенхайма
- 1977—1978 —  премия Александра фон Гумбольда
- 1982—1984 — член  Японского фонда.